# Греція на зимових Олімпійських іграх 2006
Греція на зимових Олімпійських іграх 2006 була представлена пятьма спортсменами у 3 видах спорту.

## Біатлон
Чоловіки
| Спортсмен             | Змагання            | Фінал     | Фінал   | Фінал |
| Спортсмен             | Змагання            | Час       | Промахи | Місце |
| --------------------- | ------------------- | --------- | ------- | ----- |
| Ставрос Христофорідіс | Спринт              | 32:48.3   | 3       | 84    |
| Ставрос Христофорідіс | Індивідуальна гонка | 1:13:13.3 | 11      | 88    |

## Гірськолижний спорт
| Спортсмен           | Змагання           | Фінал            | Фінал            | Фінал            | Фінал            | Фінал            |
| Спортсмен           | Змагання           | 1 заїзд          | 2 заїзд          | 3 заїзд          | Всього           | Місце            |
| ------------------- | ------------------ | ---------------- | ---------------- | ---------------- | ---------------- | ---------------- |
| Васіліс Дімітріадіс | Гігінтський слалом | Не фінішував     | Не фінішував     | Не фінішував     | Не фінішував     | Не фінішував     |
| Васіліс Дімітріадіс | Слалом             | 57.38            | 54.00            | —                | 1:51.38          | 23               |
| Магдаліні Каломіру  | Гігінтський слалом | 1:15.28          | 1:21.17          | —                | 2:36.45          | 39               |
| Магдаліні Каломіру  | Слалом             | Дискваліфікована | Дискваліфікована | Дискваліфікована | Дискваліфікована | Дискваліфікована |

## Лижні перегони
| Спортсмен        | Змагання | Кваліфікація | Кваліфікація | Чвертьфінал | Чвертьфінал | Півфінал   | Півфінал   | Фінал      | Фінал |
| Спортсмен        | Змагання | Всього       | Місце        | Всього      | Місце       | Всього     | Місце      | Всього     | Місце |
| ---------------- | -------- | ------------ | ------------ | ----------- | ----------- | ---------- | ---------- | ---------- | ----- |
| Лефтеріс Фафаліс | Спринт   | 2:20.33      | 29 Q         | 2:26.7      | 6           | не пройшов | не пройшов | не пройшов | 29    |
| Панайота Цакірі  | Спринт   | 2:43.28      | 66           | не пройшла  | не пройшла  | не пройшла | не пройшла | не пройшла | 66    |